# Funcave
La Fundación Hospital Nuestra Señora de la Caridad Memoria Benéfica de Vega (FUNCAVE) es creada a finales del siglo XIX, y uno de sus principales fines será consolidar una base económico sólida para sustentar y mantener el Hospital y Santuario de la Caridad. Su origen y punto de partida es la donación que el Sr. Manuel de Vega y López (1835-1895) realizó a su muerte a la Virgen de la Caridad, para con ella preservar el culto y la tradición que rodea al Santuario.
De esta manera la Fundación de Manuel de Vega y el Hospital- Santuario de la Caridad se fusionan en una sola institución de manera oficial entrada la década de los ochenta del siglo pasado, si bien es cierto que desde un principio habían venido siendo gestionadas como un solo ente.

## Cronología
- S.XVII Construcción y fundación del Hospital. A principios del siglo XVII se construye y funda, a manos del Cardenal Cisneros, el Hospital de Ntra. Sra. de la Caridad de Illescas. Trazas del arquitecto Pedro Gumiel.
- 1562. Primer milagro. 11 de marzo. Primer Milagro. El Milagro de Francisca de la Cruz.
- 1569. Primeras Ordenanzas. Primeras Ordenanzas de la Casa que se conservan.
- 1588. Se reforma y amplía el Hospital de la Caridad. Comienzo de las obras de reforma y ampliación del Hospital y construcción del actual Santuario de Ntra. Sra. de la Caridad. Las trazas correrán a cargo de Nicolás de Vergara, el Joven.
- 1600. Inauguración del nuevo edificio. 4 de junio. Inauguración del nuevo edificio. Se traspasa la Imagen de la Virgen de su capilla vieja a su iglesia nueva.
- 1603. Contrato con el Greco. 18 de junio. Contrato con El Greco para la realización de la decoración del altar mayor.
- 1605. Finalización de la obra de El Greco en Illescas. Finalización de la obra del Greco en Illescas. Comienzo del pleito con el Greco.
- 1716. Toma de posesión Eclesiástica. Toma de posesión de la administración total de la Santa Casa por parte del Eclesiástico.
- 1770. Vuelve el gobierno a manos laicas. Nuevas Ordenanzas de la Casa, aprobadas por el Rey Carlos III.
- S.XIX. Ocupación francesa. Con la Invasión Francesa, los franceses ocupan el Hospital, dejan cuantiosas pérdidas.
- 1895. Muerte de Manuel de Vega. Muerte de Manuel de Vega y fundación de la Memoria Benéfica de Vega.
- 1926. Colegio Nuevo. Construcción del Colegio de Ntra. Sra. de la Merced.
- 1936. Traslado de las pinturas de El Greco. Traslado de las pinturas del Greco, Luis de Morales y Juan Pantoja de la Cruz, durante la Guerra Civil a los sótanos del Banco de España de Madrid y al Museo del Prado. En 1943 vuelven a Illescas.
- 1955 Coronación Canónica de la Virgen. Coronación Canónica de la Virgen de la Caridad, por el Cardenal Pla y Daniel.
- 1981 Fusión de las dos fundaciones. Unión de las dos Fundaciones. Fundación Hospital Ntra. Sra. de la Caridad – Memoria Benéfica de Vega.
- 1983 Restauración de la iglesia. Restauración de la Iglesia que dura 10 años, hasta 1993.
- 2000 4º Centenario de la coronación de la Virgen. 4º centenario de la inauguración de la iglesia (1600-2000).
- 2003 Nueva residencia Geriátrica. Inauguración de la Residencia Geriátrica de Ntra. Sra. de la Caridad.
- 2005 Nuevo Museo. 7 de octubre se inaugura la Sala – Museo, con la exposición permanente de La Caridad Reina.
- 2005 50.ª Aniversario de la Coronación. 12 de octubre, 50.º Aniversario de la Coronación Canónica.

## Virgen de la Caridad, Patrona de Illescas

### Historia de la Imagen
Como todas las imágenes antiguas ésta también tiene su tradición, que nos dice fue realizada por el evangelista San Lucas en Antioquia y traída a la ciudad de Toledo por San Pedro apóstol entre los años 50 y 60, cuando éste viajó a Hispania. Debió pertenecer a San Ildefonso, cuando era arzobispo de Toledo y en el año 636 vino a Illescas a fundar un monasterio de la orden de San Benito, donde coloca la imagen de la Virgen.
Con la llegada del Cardenal Cisneros a la villa de Illescas, el monasterio de San Ildefonso debía estar en ruina, por lo que se pasó la imagen de la Virgen, a la capilla del Hospital de la Caridad que acababa de levantar el Cardenal. En esta primitiva capilla la Virgen debió obrar sus primeros milagros, entre ellos el de Francisca de la Cruz, en 1562.
La Virgen que hoy se admira en el Santuario es una talla del siglo XIX, pero se conserva una más antigua, posiblemente del siglo XIII. Lo más probable es que con la invasión musulmana se destruyera la imagen de la Virgen que trajo San Ildefonso en el siglo VII, pero tras la reconquista hacia el siglo XII o XIII se debió realizar una réplica de la anterior, una talla de la Virgen sedente con el Niño en brazos, seguramente morena y de estilo románico. 
Hacia el siglo XVI, cuando llega a España la moda de vestir a las imágenes, se le serró la cabeza y las manos para poderla engalanar con los mantos que la regalaban. Y ya en el siglo XIX, se decide sustituir el rostro moreno de la Virgen antigua por uno más blanco y sonrosado, que es el hoy contemplamos.

### La Virgen de fuera de Illescas
El gran fervor y admiración sentido por la Virgen de la Caridad propulsó la realización de réplicas de esta imagen que fueron llevadas a distintos puntos de España como Calatayud, Sanlúcar de Barrameda, Requena, etc., y puntos de América como en Tlaxcala (México) y en la Isla de Cuba. 
Sabemos de la existencia de documentos antiguos, que se encuentran en el Archivo General de Indias, que hacen referencia a la venida de la Virgen de la Caridad a las serranías de cobre de Cuba. Según estos escritos un illescano, Francisco Sánchez de Moya, capitán de artillería, recibió el 3 de mayo de 1597, un mandato del Rey Felipe II para que se fuera a las minas de la Sierra del Cobre a defender aquellas costas de los ataques de piratas ingleses. A sus vez se le hizo el encargo de erigir una pequeña iglesia, lugar donde los soldados y mineros pudieran acudir a encomendarse y pedir sus suplicas a la tan adorada imagen de la Virgen de la Caridad. Este Capitán mandó tallar en Toledo antes de su partida hacia ese nuevo mundo, una replica de la Virgen de la Caridad y de esta manera poder seguir sintiendo cerca la protección de su Virgen amada.
Actualmente la Virgen de la Caridad del Cobre es la Patrona de Cuba, este solemne nombramiento fue proclamado por el Papa Benedicto XV en el año 1916. Posteriormente en un viaje realizado por Juan Pablo II a la Isla de Cuba en el año 1998, coronó con gran dignidad a la Virgen como Patrona de Cuba.

### El Milagro
Sobre las nueve de la mañana del 11 de marzo de 1562, había ingresado en el hospital una moza tullida, Francisca de la Cruz, que tenía las pantorrillas pegadas a los calcañares y no podía andar sino a gatas. Venía echada de bruces sobre un borriquillo con dos costales de paja atados a lo largo de los lados del lomo. Era acompañada del hospitalero de Torrejón de Velasco, Pedro Marcos y su mujer Mari Rodríguez, e iba camino de Toledo, dónde ingresaría en el Hospital de los Incurables.

Ella había oído hablar de las mercedes de la Virgen de la Caridad, y recién llegada, la hospitalera le recomienda acuda a la Sra. a suplicar salud. Se hallaba en el patio del Hospital echada al sol y andando a gatas se llegó hasta cerca de la entrada a la capilla. Había muchos testigos, y abiertas las puertas, comenzó a hacer oración rogando a la Sra. le diera salud en sus piernas o la llevase de esta vida. Luego le vino un sudor con desmayo que no sabía si era a causa de no haber comido. Siguió arrastrándose hasta las gradas del altar y sentada en ellas y la hospitalera que la vio se arrimó a ella con un báculo, pero Francisca sin ayuda alguna se incorporó y salió por sus pies andando por todas las salas del hospital, proclamando a voces el milagro y también salió por las calles del pueblo. Serían como las dos de la tarde.

### Coronación
En octubre del año 2005 se cumplía el 50.º Aniversario de la Coronación Canónica de la Virgen de la Caridad de Illescas. Para celebrar este evento, la Fundación preparó una serie de actos festivos para celebrar una fecha tan celebrada. Ver el artículo Virgen de la Caridad

## El legado del Greco

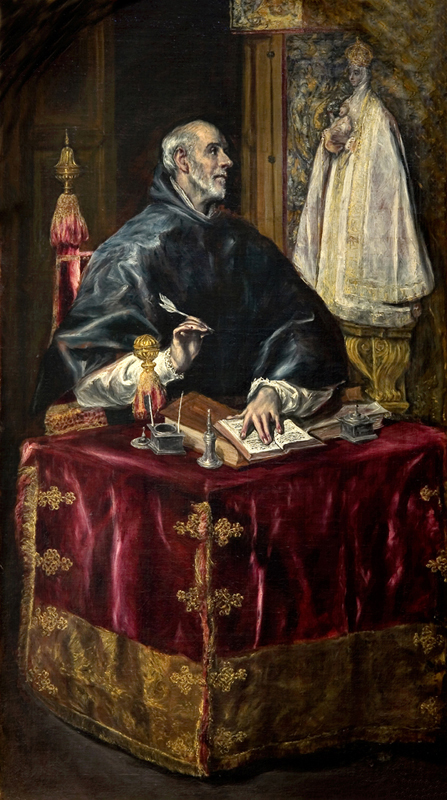
San Ildefonso, El Greco, en Illescas.

Una de las joyas que se conserva en el interior del Santuario es el retablo que El Greco diseñó para la Capilla Mayor del templo.
En el mes de abril de 1603, el Patronato de la Virgen de la Caridad firma con Domingo el griego y Jorge Manuel pintores el contrato por el que le encargan la decoración de la capilla mayor del recién estrenado Santuario de Ntra. Sra. de la Caridad de Illescas. No se tiene conocimiento sobre las trazas primitivas y no se ha conservado, pero debió abarcar no sólo la decoración pictórica del retablo mayor, sino también la escultórica y la arquitectura que encerraba dicha capilla. El programa iconográfico estaba destinado a ensalzar la figura de la Virgen.
La hornacina central del retablo quedaba reservada para la imagen de la Virgen de la Caridad. Justo en la parte superior, coronando el retablo, se encontraban la representación de las tres virtudes teologales, como atributos de María. En la bóveda de esta capilla, se situaban otras tres pinturas que continuaban con este ciclo mariano representando a la Virgen en los tres misterios de su vida: Anunciación, situada en el luneto izquierdo, Natividad, en el luneto derecho y la Coronación de la Virgen, situada en el techo de la bóveda, cerrando el conjunto de la capilla.
Este conjunto decorativo hoy está algo desmembrado ya que las pinturas, aunque se conservan en el interior del Santuario, no están colocadas en el lugar primitivo para el que fueron diseñadas. 
Dentro del Santuario se conserva también una de las grandes obras maestras del pintor, el lienzo de San Ildefonso. Es probable que este cuadro no estuviera dentro del contrato de 1603, sino que fuera anterior, ya que no se hace mención de él en los documentos. La escena que aquí se representa le sirve al Greco para enfatizar la figura del Santo, patrón de la ciudad de Toledo.
- Datos: Q5870937